# 박승일 (가수)
박승일 (1981년 4월 4일 ~ )은 대한민국의 가수로, 3인조 그룹 울랄라세션의 멤버이다.

## 음반 활동
- Man of K 1st mini album Music is Bob (2008년)
- 울랄라 프레이즈 써니 데이(Sunny day) (2015년)

## 방송
- 2018년  MBC 미스터리 음악쇼 복면가왕 완전 남자다잉~ 성년의 날 (참가자)

## 참여음반
- 2015년 플레이 더 사이렌X 박승일 너 하나면 돼

## TV 출연
- 2018년 MBC 미스터리 음악쇼 복면가왕 - 완전 남자다잉?! 성년의 날! (참가자)